# Trøgstad
Trøgstad is een voormalige gemeente in de Noorse provincie Østfold. De gemeente telde 5367 inwoners in januari 2017. De gemeente ging in 2020 op in de fusiegemeente Indre Østfold.

## Plaatsen in de gemeente
- Hamnås
- Heiås
- Skjønhaug

Aremark · Fredrikstad · Halden · Hvaler · Indre Østfold · Marker · Moss · Råde · Rakkestad · Sarpsborg · Skiptvet · Våler

Voormalige gemeentes: Askim · Eidsberg · Hobøl · Rømskog · Rygge · Spydeberg · Trøgstad